# فقير بن موسى الأسواني
فقير بن موسى بن عيسى بن عبد الله، أبو الحسن الأسواني مُحدّث مصري متقدم، روى عن أبو حنيفة الأسواني صاحب الشافعي، وعن أبي عبد الله بن أبي مريم، والقاضي إبراهيم بن موسى الأسواني.
قال ابن يونس: ((ولم يكن به بأس، وكانت كتبه جياداً)).
وذكره ابن نقطة وقال: ((حدث بمصر عن محمد بن سليمان بن أبي فاطمة)).
وذكره ابن ماكولا في الإكمال وقال: ((روى عنه الحسن بن رشيق، والحسين بن جابر بن إبراهيم الفرائضي، وأبو الحسين محمد بن جعفر الرازي الحافظ، وأبوبكر محمد بن إبراهيم الأصبهاني)).
وتوفي في أنصنا سنة 321هـ.